# Bon anniversaire les Enfoirés
 (mars 2022).
Si vous disposez d'ouvrages ou d'articles de référence ou si vous connaissez des sites web de qualité traitant du thème abordé ici, merci de compléter l'article en donnant les références utiles à sa vérifiabilité et en les liant à la section « Notes et références ».
Albums de Les Enfoirés
La Boîte à musique des Enfoirés
(2013) Sur la route des Enfoirés
(2015)
Bon anniversaire les Enfoirés est le vingt-quatrième album des Enfoirés, enregistré lors de leur série de concerts au Zénith de Strasbourg du 15 au 20 janvier 2014.
Sa diffusion a eu lieu le vendredi 14 mars 2014 et la vente du CD et du double DVD le lendemain de la diffusion. Un reportage est diffusé le samedi 8 mars 2014 sur TF1 évoquant entre autres les répétitions et les coulisses du tournage.

## Hymne
L'hymne des Enfoirés 2014 est une chanson inédite intitulée La Chanson du bénévole, écrite par Jean-Jacques Goldman. Il est disponible en téléchargement légal à partir du 2 décembre 2013. Il est interprété par M. Pokora, Marc Lavoine, Christophe Maé, Tal, Patrick Bruel et Tina Arena.
Le clip est diffusé à partir du 15 février 2014 sur TF1, avec la participation des 39 artistes du spectacle et la participation amicale de l'animateur de Téléfoot, Christian Jeanpierre.

## Diffusion télévisée
Le concert a été tourné en intégralité le lundi 20 janvier 2014. Il est diffusé le 14 mars 2014 à 20 h 55 sur TF1.
Quelques images du dimanche 19 janvier seront intégrées au montage de l'émission et du DVD.

## Liste des titres

### Chansons
Les chansons et artistes qui suivent peuvent varier selon les concerts[réf. nécessaire]. La liste qui suit est fidèle aux concerts des 19 et 20 janvier, filmés pour la diffusion TV et la vente de CD/DVD[réf. nécessaire].
1. Attention au départ (Les Enfoirés) : Maxime Le Forestier, Jean-Baptiste Maunier, Natasha St-Pier, Shy'm, Christophe Willem, Zaz, Zazie, Les Enfoirés
2. Qu'est ce qu'on fout à Strasbourg (Les Enfoirés) : Les Enfoirés
3. Plaisir d'amour (Jean-Paul-Égide Martini) : Marc Lavoine
4. À quoi ça sert l'amour (Édith Piaf et Théo Sarapo) : Marc Lavoine, Mimie Mathy, Hélène Ségara, MC Solaar, Zazie, Collège Truchtersheim
5. Seras-tu là ? (Michel Berger) : Chimène Badi, Thomas Dutronc, Liane Foly, Grégoire, Lââm, Maxime Le Forestier, Emmanuel Moire, Hélène Ségara
6. On ira (Zaz) : Nolwenn Leroy, Jean-Jacques Goldman, Marc Lavoine, MC Solaar, Christophe Willem
7. Laissez-nous chanter (Gold) : Julien Clerc, Patrick Fiori, Jean-Jacques Goldman, Michaël Youn, Les Enfoirés. (Cette chanson est marquée par une partie de la troupe féminine bâillonnée au début de la chanson. Hélène Ségara, Tal, Zazie, Nolwenn Leroy, Lorie, Natasha St-Pier, Michèle Laroque et Liane Foly portent un bâillon blanc sur la bouche).
8. Noir et blanc (Bernard Lavilliers) : Jean-Louis Aubert, Patrick Bruel, Christophe Maé, Jean-Baptiste Maunier, Les Enfoirés
9. Jacques a dit (Christophe Willem): Jean-Louis Aubert, Patrick Fiori, Claire Keim, Zaz
10. Papaoutai (Stromae): Grégoire, Lââm, Christophe Maé, Pascal Obispo, Shock 2 Culture
11. Si tu ne me laisses pas tomber (Gérard Lenorman): Tina Arena, Lorie, Bénabar, Patrick Bruel
12. Ce n'est rien (Julien Clerc) : Thomas Dutronc, Emmanuel Moire, Pascal Obispo, Zazie, Tal
13. Il faut savoir (Charles Aznavour): Amel Bent, Julien Clerc, Marc Lavoine, Matt Pokora
14. La chanson du bénévole (Les Enfoirés) :  Tina Arena, Patrick Bruel, Marc Lavoine, Christophe Maé, Matt Pokora, Tal, Les Enfoirés
15. La chanson des Restos (Les Enfoirés) : Les Enfoirés, Les bénévoles des Restos du Cœur

### Medleys
1. Medley « Tapage nocturne » :
  1. Blurred Lines (Robin Thicke) : Chimène Badi, Natasha St-Pier
  2. Boogie Wonderland (Earth, Wind and Fire) : Lââm, Tal
  3. Wati by Night (Sexion d'assaut) : Amel Bent, Jean-Baptiste Maunier
  4. Treasure (Bruno Mars) : Christophe Willem, Emmanuel Moire
  5. Tombé sous le charme (Christophe Maé) : Michèle Laroque, M. Pokora
  6. Get Lucky (Daft Punk) : Tina Arena, Claire Keim
2. Medley « L'hôpital en folie » :
  1. Suzette (Dany Brillant) : Jean-Jacques Goldman, Claire Keim
  2. Ta douleur (Camille) :  Claire Keim
  3. Ma gueule (Johnny Hallyday) : Jean-Jacques Goldman, Claire Keim
  4. Cassé (Nolwenn Leroy) : Patrick Fiori, Natasha St-Pier
  5. Eve lève-toi (Julie Pietri) : Patrick Fiori, Natasha St-Pier
  6. Allô Maman bobo (Alain Souchon) : Patrick Fiori, Liane Foly, Jean-Jacques Goldman, Maxime Le Forestier, Emmanuel Moire, Shy'm
  7. Le sirop Typhon (Richard Anthony) : Tina Arena, Dany Boon, Claire Keim, Michèle Laroque, Nolwenn Leroy, Jean-Baptiste Maunier, Kad Merad, Natasha St-Pier, Michaël Youn, Zazie
  8. J'ai rencontré l'homme de ma vie  (Diane Dufresne) : Shy'm, Christophe Willem
  9. Mise au point (Jakie Quartz) : Christophe Willem, Shy'm
  10. Boum (Charles Trenet) : Shy'm
  11. Dingue, dingue, dingue (Christophe Maé) : Grégoire
  12. Zen (Zazie) : Tina Arena, Jean-Baptiste Maunier
  13. C'est si bon (Henri Betti) : Tina Arena, Grégoire, Jean-Baptiste Maunier
  14. C'est toi qui m'as fait (François Feldman) : Amel Bent, Michael Jones
  15. C'est la vie (Khaled) :  Bénabar, Michaël Youn
3. Medley « Le Rock sur 3 accords » :
  1. Rock'n'roll music (Johnny Hallyday) : Jean-Louis Aubert, Michael Jones
  2. Lucille (Johnny Hallyday) : Nicolas Canteloup, Jean-Jacques Goldman
  3. O Carole (Johnny Hallyday) : Thomas Dutronc
  4. Au rythme et au blues (Johnny Hallyday) : Amel Bent, Liane Foly, Mimie Mathy
  5. Les pompes bleues (Lucky Blondo) : Patrick Fiori, Emmanuel Moire, Zaz
  6. Souvenirs, souvenirs (Johnny Hallyday) : Jean-Baptiste Maunier
  7. Johnny reviens (Johnny Hallyday) : Dany Boon, Jean-Baptiste Maunier, Shy'm
4. Medley « Complètement foot! » :
  1. Jump (Van Halen) : Patrick Fiori, Grégoire, Michaël Youn
  2. Désolé (Sexion d'assaut) : Shy'm, MC Solaar
  3. Allez les Verts (Jacques Monty) : Patrick Bruel, Patrick Fiori, Grégoire, Michaël Youn
  4. Beau Malheur (Emmanuel Moire) : Nolwenn Leroy, Zaz
  5. Les corons (Pierre Bachelet) : Patrick Fiori, Grégoire, Michaël Youn
  6. Joue pas de rock’n'roll pour moi (Johnny Hallyday) : Chimène Badi, Hélène Ségara
  7. Final Countdown (Europe) : Tina Arena, Michèle Laroque
  8. Qui ne saute pas (Olympique lyonnais) : Patrick Fiori, Grégoire, Michaël Youn
  9. La Marseillaise (Claude Joseph Rouget de Lisle) : Tina Arena, Chimène Badi, Amel Bent, Dany Boon, Patrick Bruel, Nicolas Canteloup, Didier Deschamps, Thomas Dutronc, Patrick Fiori, Liane Foly, Grégoire, Claire Keim, Michèle Laroque, Marc Lavoine, Nolwenn Leroy, Christophe Maé, Jean-Baptiste Maunier, Kad Merad, Emmanuel Moire, Pascal Obispo, Matt Pokora, Natasha St-Pier, Hélène Ségara, Shy'm, MC Solaar, Tal, Michaël Youn, Zaz, Zazie
5. Medley « Enfin toi et moi » :
  1. J'ai besoin de parler (Ginette Reno) : Chimène Badi, Bénabar, Claire Keim
  2. Toute la pluie tombe sur moi (Sacha Distel) : Bénabar, Claire Keim, Kad Merad
  3. Toute première fois (Jeanne Mas) : Tal, Dany Boon
  4. Game over (Maître Gims feat. Vitaa) : Bénabar, Claire Keim
6. Sketch « Les remixes de la chanson des Restos » : Michaël Youn, Jean-Jacques Goldman, Maxime Le Forestier, Shy'm, Tal, Amel Bent, Chimène Badi

### Intermèdes
En plus des tableaux présents sur les CD et DVD, les artistes chantent des tubes de leur répertoire ou d'autres artistes, pendant les changements de décors. :
- Tina Arena chante Aller plus haut ou Aimer jusqu'à l'impossible.
- Natasha St-Pier chante Mourir demain.
- Maxime Le Forestier chante San Francisco ou Une jolie fleur
- Patrick Bruel chante Casser la voix ou Place des grands hommes ou Mon amant de Saint Jean ou Je te le dis quand même
- Liane Foly chante La vie ne m'apprend rien
- Shy'm et Claire Keim chantent Et alors
- Michaël Youn chante Fous ta cagoule ! ou Comme des connards
- Jean-Louis Aubert chante Un autre monde ou Ça c'est vraiment toi
- Tal chante Le sens de la vie.
- Hélène Ségara chante Il y a trop de gens qui t'aiment.
- M. Pokora chante On est là.
- MC Solaar chante Caroline ou Bouge de là.
- Pascal Obispo chante Allumer le feu.
- Zaz chante Si.
- Zazie chante Je suis un homme.
- Kad Merad chante I believe i can fly
- Julien Clerc chante Lili voulait aller danser
- Michael Jones chante A hard day's night
- Mimie Mathy et Patrick Fiori chantent Aimer à perdre la raison.
- Mimie Mathy chante C'est si bon

## Artistes
39 artistes ont participé à au moins un des sept concerts. Un astérisque (*) signifie que l’artiste était présent aux sept concerts :
- Tina Arena*
- Jean-Louis Aubert (16, 17, 18, 19 et 20 janvier)
- Chimène Badi*
- Bénabar*
- Amel Bent (15, 16, 18, 19 et 20 janvier)
- Dany Boon (19 et 20 janvier) (première participation)
- Patrick Bruel*
- Nicolas Canteloup (17, 18, 19 et 20 janvier)
- Julien Clerc (18, 19 et 20 janvier)
- Didier Deschamps (20 janvier) (première participation)
- Thomas Dutronc (18, 19 et 20 janvier)
- Patrick Fiori*
- Liane Foly (15, 17, 18, 19 et 20 janvier)
- Jean-Jacques Goldman*
- Grégoire*
- Michael Jones*
- Claire Keim*
- Lââm*
- Michèle Laroque*
- Marc Lavoine (18, 19 et 20 janvier)
- Maxime Le Forestier*
- Nolwenn Leroy (19 et 20 janvier)
- Lorie (15, 16 et 20 janvier)
- Christophe Maé*
- Mimie Mathy*
- Jean-Baptiste Maunier*
- MC Solaar*
- Kad Merad (19 janvier)
- Emmanuel Moire (première participation) (18, 19 et 20 janvier)
- Pascal Obispo (17, 18, 19 et 20 janvier)
- M. Pokora (16, 17, 18, 19 et 20 janvier)
- Hélène Ségara*
- Shy'm*
- Natasha St-Pier*
- Tal*
- Christophe Willem (16, 17, 18, 19 et 20 janvier)
- Michaël Youn* (première participation)
- Zaz*
- Zazie (17, 18, 19 et 20 janvier)

- 25 artistes ont participé au 1er concert.
- 27 artistes ont participé au 2e concert.
- 29 artistes ont participé au 3e concert.
- 34 artistes ont participé au 4e concert.
- 37 artistes ont participé au 5e et 6e concerts.
- 38 artistes ont participé au dernier concert.

## Classements hebdomadaires
| Classement (2014)            | Meilleure place |
| ---------------------------- | --------------- |
| Belgique (Flandre Ultratop)  | 34              |
| Belgique (Wallonie Ultratop) | 1               |
| France (SNEP)                | 1               |
| Suisse (Schweizer Hitparade) | 1               |

## Certifications
| Pays          | Certification | Unités certifiées |
| ------------- | ------------- | ----------------- |
| France (SNEP) | 3 × Platine   | 300 000           |